# Одингар, Ноэль
Ноэль Миларев Одингар (араб. نويل ميلاريف أودينجار‎, фр. Noël Milarew Odingar; 5 мая 1932, Довале-Бебото, Французская Экваториальная Африка — 29 апреля 2007, Нджамена, Республика Чад) — чадский военный, который некоторое время занимал пост главы государства, а затем стал одним из девяти членов Верховного военного совета, военной хунты, правившей Чадом с 1975 по 1978 год.

## Биография
Этнический сара Одингар родился 5 мая 1932 года. Будучи выпускником французской военной академии, он быстро сделал карьеру и в 1965 году в звании майора занял пост командующего Вооружёнными силами Чада (FAT, ФАТ), что укрепило доминирующее положение сара в правительстве.
К 1968 году военная ситуация в стране сильно ухудшилась после создания в 1966 году повстанческой группировки FROLINAT и последующей потери правительством контроля над многими мусульманскими регионами страны. В результате президент Франсуа Томбалбай попросил Францию отправить войска, чтобы помочь победить повстанцев. Единственными, кто тщетно возражал против этого решения, были министр Банги и полковник Одингер, которые возражали против того, что проект будет указывать на сюзеренитет Чада.
Шли годы, и Одингер получал всё более высокие звания: к началу 1975 года он стал генералом и исполняющим обязанности командующего 4000-ми войсками ФАРК. В рядах армии назревало большое недовольство: в последние два года действия Томбалбая становились всё более беспорядочными, и в 1973 году он посадил в тюрьму командующего ФАРК Феликса Маллума. Ещё одна чистка в армии, в ходе которой Томбалбай арестовал командиров жандармерии, привела к перевороту 1975 года: утром 13 апреля подразделения жандармерии атаковали президентский дворец. Пока они сражались с президентской охраной, прибыл Одингер с подкреплением и принял командование. Все бои закончились к 8:30 утра, когда Томбалбай, как сообщается, скончался от ран, полученных в сражении, а путчисты триумфально вошли во дворец. Сопротивления больше не было: уже в 6:30 утра Одингер выступил по радио и объявил, что вооружённые силы «выполнили свой долг перед Богом и нацией», а население столицы высыпало на улицы, чтобы отпраздновать смерть Томбалбая.
Одингар и армия оправдали свои действия в военном коммюнике, в котором обвинили Томбалбая в том, что он разделил страну, настроил племена друг против друга и унизил военных. Тем временем Одингар, исполняя обязанности временного командующего и главы государства, перекрыл все дороги, ведущие в столицу, и ввёл в городе комендантский час.
Феликс Маллум и другие заключённые офицеры были немедленно освобождены путчистами. Уже 15 апреля был сформирован Высший военный совет (CSM, КСТ) — военная хунта из девяти членов, президентом которой был выбран Маллум, который так мирно сменил Одингара на посту главы государства.